# The Dark
The Dark ist ein britischer Horrorfilm aus dem Jahre 2005, der auf dem Roman „Sheep“ von Simon Maginn basiert. Allerdings ist der Großteil der Story verändert worden, so dass ein Vergleich zwischen Film und Roman kaum möglich ist. Die Tagline des Films lautet: Einen Lebenden für einen Toten!

## Handlung
In der Hoffnung, ihre junge Familie wieder zusammenzuführen, fährt die New Yorkerin Adèlle mit ihrer Tochter Sarah nach Wales. Dort lebt ihr Ehemann James in einem abgelegenen Bauernhaus an der Küste. Schon kurz nach der Ankunft schlägt das Schicksal zu. Bei einem Spaziergang am Strand verschwindet Sarah spurlos. Eine sofortige Suche bleibt erfolglos.
Während sich James weiter auf die Suche nach seiner verschwundenen Tochter macht, wird Adèlle von Visionen heimgesucht, die ihre schlimmsten Ängste offenbaren. Es stellt sich heraus, dass das Anwesen eine dunkle Vergangenheit hat, die sich auf die Gegenwart auswirkt. Auch ein Streit, den sie vor ihrer Abreise mit Sarah hatte und der zum Suizidversuch ihrer Tochter führte, macht ihr sehr zu schaffen. Sarahs Worte: „Ich hasse dich! Ich ziehe zu meinem Vater!“ verfolgen sie. Als die kleine Ebrill plötzlich auftaucht, spürt Adèlle, dass dieses mysteriöse Mädchen weiß, wo ihre Tochter ist. Sie kommt einer alten walisischen Legende auf die Spur, wonach ein Toter dann zurückkehrt, wenn ein Lebender sich opfert. Auch Ebrill wurde von ihrem Vater, dem „Schäfer“, ins Leben zurückgeholt, indem er, der Dorfpfarrer, fast alle Anhänger zum Opfertod durch Sprung von der Klippe veranlasste. Aber als das Mädchen zurückkam, war sie anders. Die Schafe begannen zu sterben. Der Vater erkannte seine Tochter nicht mehr. Um ihr das Böse, das „Schwarze“, auszutreiben, führte er in exorzistischer Absicht mehrere Trepanationen an dem gefesselten Mädchen durch. Ebrill ertrug das nicht und stieß schließlich ihren eigenen Vater von einer Klippe in den Tod, nachdem Dafydd, ein Junge, der den Massensuizid der Dorfgemeinschaft überlebt hatte, sie aus Mitleid befreite. Nun will das vor langer Zeit verstorbene Mädchen nicht wieder zurück ins Jenseits, sondern bei James bleiben, den sie bittet, ihr „Papa“ zu werden.
Schließlich verspricht Adèlle ihr, dass niemand mehr sterben müsse, wenn sie mit ihr zurück ins Jenseits ginge. Ebrill ist kurz davor, sich vom Felsen hinab in die Fluten zu stürzen, doch James erreicht den Ort des Geschehens rechtzeitig und hält sie zunächst davon ab. Verzweifelt stürzt sich nun Adèlle zusammen mit Ebrill in den Armen in die Tiefe. In Annwyn, dem mystischen Reich der Toten, stößt sie auf ihre Tochter Sarah, die jedoch eine unheimliche Verwandlung durchgemacht hat und gemeinsam mit dem „Schäfer“ nun an Adèlle eine Trepanation durchführt. Dennoch gelingt es ihr, das Mädchen wieder in das Leben zu befördern. Sie selbst bleibt aber mit Ebrill im Jenseits gefangen. Sarah kehrt zum Haus ihres Vaters zurück und tritt danach ihre Heimreise nach New York an, nachdem sie erfahren musste, dass ihre Mutter den Tod gefunden hat. Am Ende sieht man Adèlle, wie sie nach erfolglosen Versuchen, sich im Diesseits bei Sarah bemerkbar zu machen, im Jenseits zu der im Bett weinenden Ebrill geht, sich zu ihr legt und tröstend ihre Hand hält.

## Rezeption
Die Internet Movie Database (IMDB) verzeichnet eine Bewertung von 5,4/10 und die Publikumskritiken sprechen von einer seichten, aber als Lückenfüller annehmbaren Unterhaltung. Bei Rotten Tomatoes erhielt der Film eine Bewertung von 33 % und eine Nutzerwertung von 31 %.
Die Fernsehzeitschrift Prisma hält The Dark für eine „typische ‚Haunted-House‘-Story mit den üblichen Schockeffekten“, deren Romanvorlage jedoch mit dem walisischen Horrormythos „wesentlich geschickter“ umgehe. Was bleibt seien „gute Darsteller […] in einem Genrestreifen, der auf der Welle von ähnlich gelagerten Streifen wie ‚The Ring‘ oder ‚The Grudge‘ mitschwimmen will.“ Schlussendlich verteilt die Redaktion zwei von fünf möglichen Sternen.
Das Online-Filmmagazin Celluloid Dreams kommt in einer ausgewogenen Rezension zu einem gleichwohl vernichtenden Urteil für einen Horrorfilm:

„‚The Dark‘ ist ein interessanter ‚The Ring‘-Trittbrettfahrer, dem aber das Wichtigste fehlt: Spannung.“

Deutlicher und pointierter fällt das Urteil der Cinema.de-Redaktion aus:

„[…] spätestens, wenn die Zombie-Schafe auftauchen, [wird es] schlicht lächerlich. Der klischeehafte Mix aus Elementen von ‚Friedhof der Kuscheltiere‘, ‚The Fog‘ und ‚Wenn die Gondeln Trauer tragen‘ bietet einige schöne Landschaftsbilder, die durchaus der Tourismusförderung dienen könnten. Die Geister jedoch, die der Film ruft, wären besser im Schafstall geblieben.“

Etwas detailreicher beschäftigt sich die Frankfurter Rundschau mit dem Film und schließt sich dem grundsätzlichen Tenor an:

„Doch in der Entwicklung der Handlung fehlt Regisseur John Fawcett das erzählerische Geschick und der Produktionsfirma offenbar auch das Geld. Mit hohem Tempo schleust Fawcett den Zuschauer durch eine Flut von Ereignissen, die weitgehend folgenlos an einem vorbeirauschen. Die schnellen Schnitte können die Leerstellen des Geschehens kaum verbergen und die Inszenierung erweist sich immer wieder als überaus schlicht. […] Wenn keine Tiefe gewünscht ist, kann auch keine entstehen. Ab und an steht [Maria Bello] jedoch der Schrecken ins Gesicht geschrieben, was bei der Bestrafungsfantasie, als die sich ‚The Dark‘ erweist, auch kein Wunder ist.“

In einer sehr langen und umfangreichen Rezension, die auch auf die geschäftlichen Hintergründe eingeht und dabei sehr wohlwollend die Rolle von Constantin Film hervorhebt wie auch die Referenzen vieler Beteiligter, fasst Treffpunkt-Kritik.de noch im ersten Absatz zusammen, dass es bedauerlich sei, dass die Romanverfilmung „nicht ebenso viele Überraschungen“ bereit halte, sich „trotz einer soliden Umsetzung mit einer durchweg guten Atmosphäre auf die Klischees des Genres“ verlasse und mit einem Finale aufwarte, „dass so fern ab dieser Welt ist, dass man als Zuschauer beinahe versucht ist, die Augen zu schließen, um den bisherigen Eindruck des Films nicht zu zerstören.“ Als weitere Punkte werden u. a. noch angerissen, dass Maria Bello „in der vorliegenden Synchronfassung am meisten unter der deutschen Stimme“ leide, die beiden Kinddarstellerinnen „nicht ganz so überzeugend agieren“ wie Bello, Sean Bean und Maurice Roëves und es handwerklich – insbesondere bei der Kameraführung – es „indes kaum etwas auszusetzen“ gebe, der Schnitt „hingegen unnötig verschachtelt“ erscheine.
Im Gegensatz kommt Peter Uehling von der Berliner Zeitung zu einem grundsätzlich positiven Urteil:

„Erstaunlicherweise gelingt es [Autor Stephen Massicotte] jedoch, daraus eine schlüssige Geschichte zu basteln, die als Popcorn-Kino ebenso funktioniert wie als Kammerspiel über gestörte Familienbeziehungen. […] Getragen wird dieses Kammerspiel vor allem von Christian Sebaldts expressiv bewegter Kamera.“